# Naoki Naruo
Naoki Naruo (født 5. oktober 1974) er en tidligere japansk fodboldspiller og træner.
Han har spillet for flere forskellige klubber i sin karriere, herunder Albirex Niigata og Sagan Tosu.
Han har tidligere trænet Grulla Morioka.